# Eugenia koolauensis
Koʻolau Eugenia hoặc Nioi (Eugenia koolauensis) là một loài thực vật có hoa thuộc họ sim, Myrtaceae. Đây là loài đặc hữu của Hawaiʻi, trước đây có thể nó phân bố ở quần đảo của Molokaʻi và Oʻahu.
Các loài thực vật liên quan gồm maile (Alyxia oliviformis), ʻahakea lau nui (Bobea elatior), Carex meyenii, uluhe (Dicranopteris linearis), kōlea lau nui (Myrsine lessertiana), olopua (Nestegis sandwicensis), hala pepe (Pleomele halapepe), ʻālaʻa (Pouteria sandwicensis), alaheʻe (Psydrax odorata), hao (Rauvolfia sandwicensis), và pūkiawe (Styphelia tameiameiae). Chúng hiện đang bị đe dọa vì mất môi trường sống.

## Hình ảnh

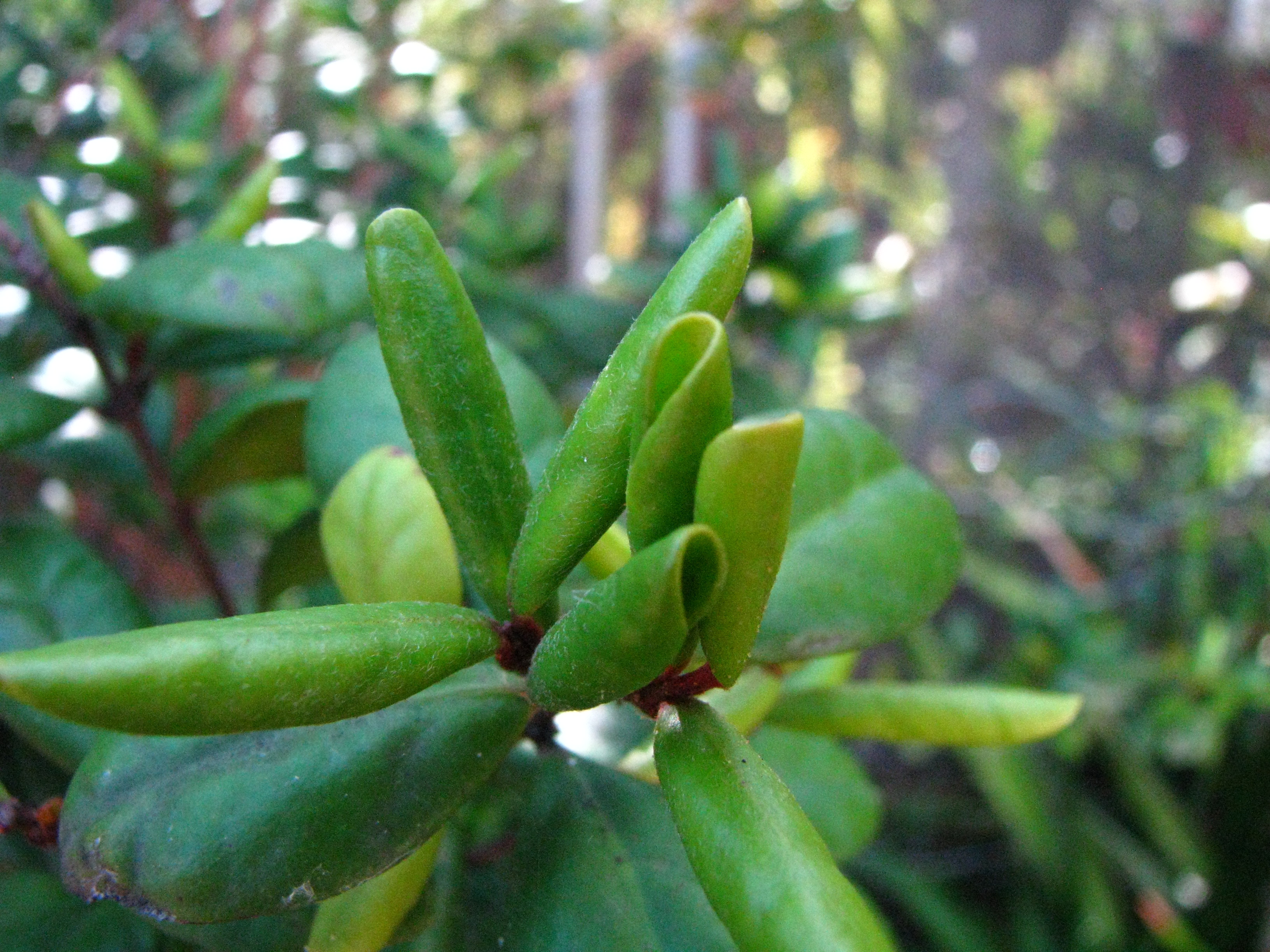
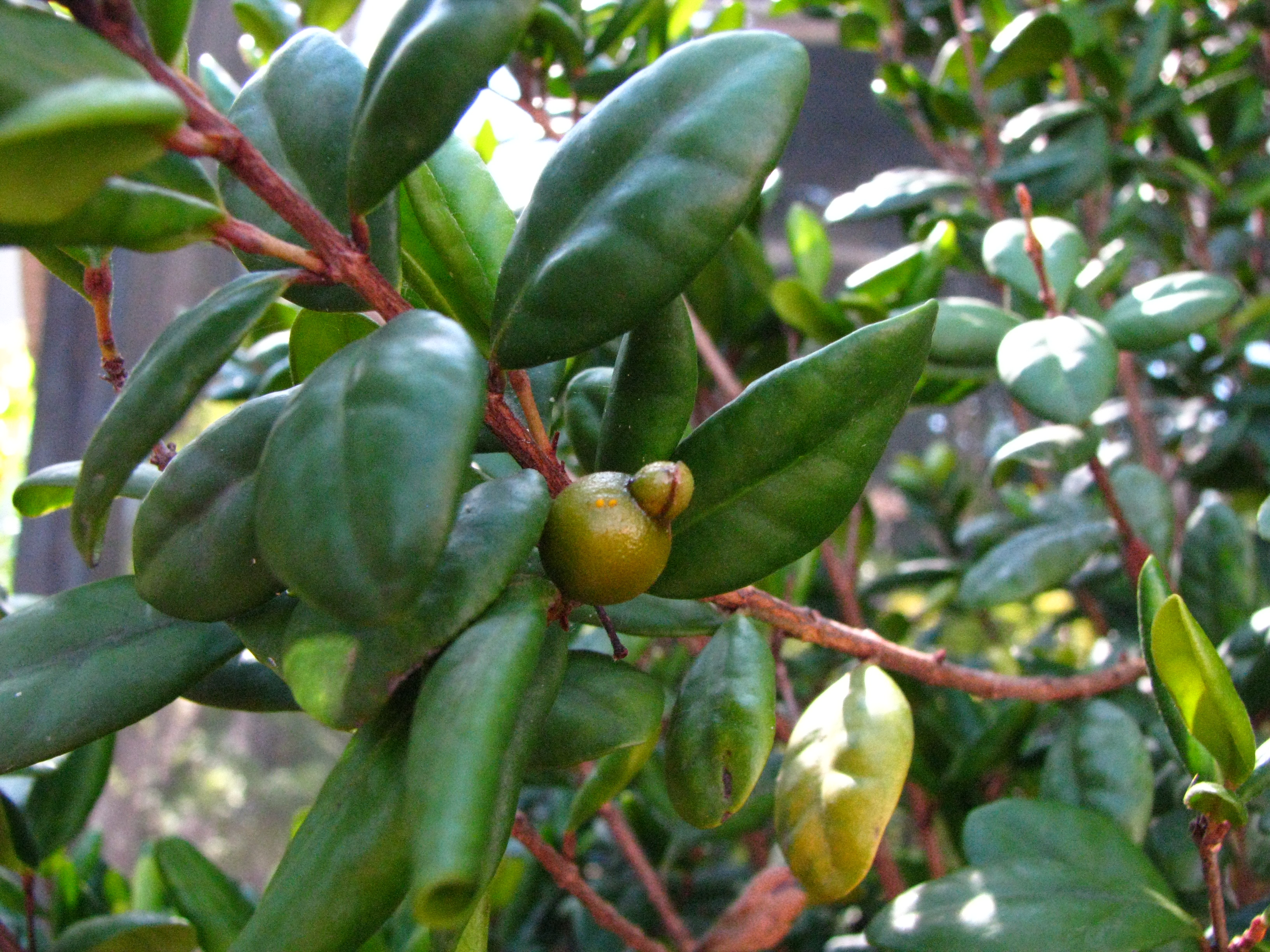
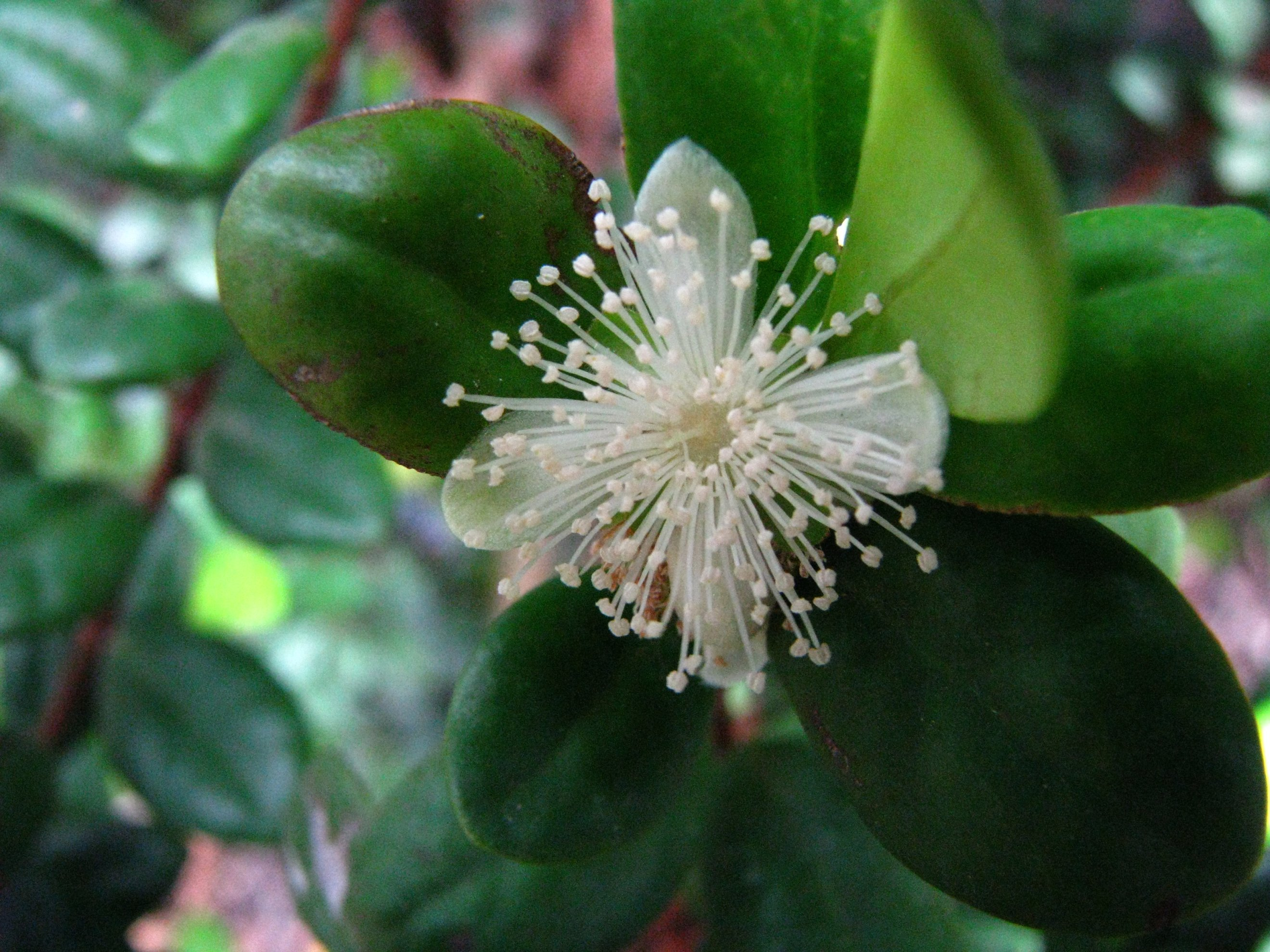
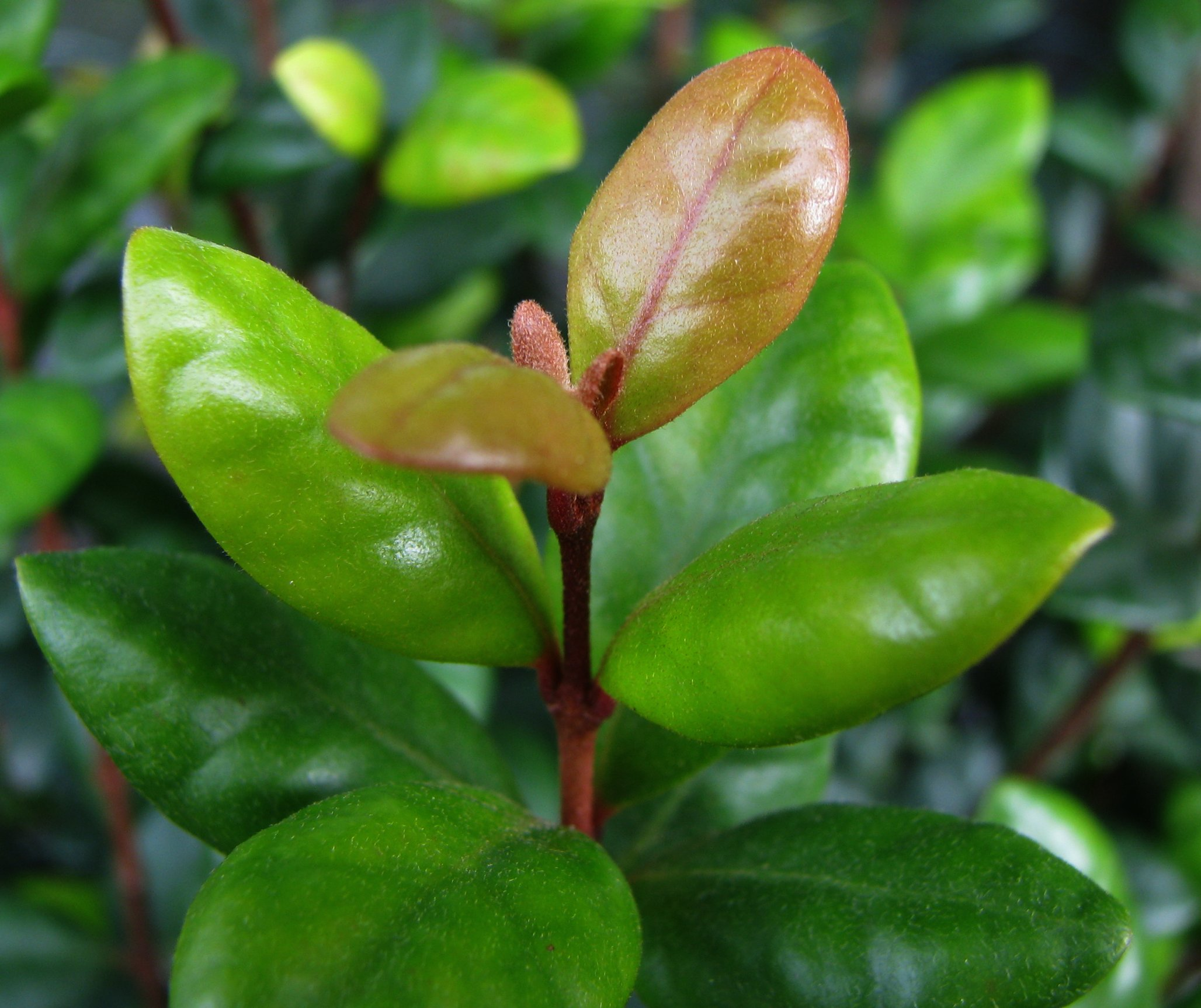